# Albanemertes rovinjensis
Albanemertes rovinjensis är en djurart som tillhör fylumet slemmaskar, och som beskrevs av Senz 1993. Albanemertes rovinjensis ingår i släktet Albanemertes, klassen Enopla, fylumet slemmaskar och riket djur. Inga underarter finns listade i Catalogue of Life.